# طیف فراون‌هوفر
بررسی دقیق طیف حاصل از نور خورشید نشان می‌دهد که بعضی از طول موج‌ها در نوری که به زمین می‌رسد وجود ندارد. طیف فراون‌هوفر (به انگلیسی: Fraunhofer spectrum) به طیف نوری پیوسته تابشی گفته می‌شود که دارای خطوط فراون‌هوفر باشد که به شکل خط‌های تاریک (یا سیاه) ظاهر می‌شوند. این طیف اولین بار در سال ۱۸۱۴ میلادی در نور خورشید توسط یوزف فون فراون‌هوفر (به انگلیسی: Joseph von Fraunhofer) مشاهده شد.
به کمک این بررسی این خطوط شناسایی عناصر خورشید برای دانشمندان میسر شد.
این پدیده نوعی طیف جذبی خطی است. اتم‌های فام‌سپهر برخی دیگر از طول موج‌های خاصی از نوری را که از نورسپهر می آید جذب می‌کنند. این باعث ایجاد خطوط جذب می‌شود. گاز نورسپهر دمای کمتری نسبت به گاز در نواحی داخلی خورشید دارد و در محدوده‌ی مرئی است و اندکی از نور ساطع شده از نواحی زیرین خورشید را جذب می کند.